# Inanch Bilge Khan
Inanch Khan (亦難赤汗S, Yìnánchì HànP) o Inanch Bilge Bogü Khan (亦難赤必樂格卜古汗S, Yìnánchì Bìlègé Bogǔ HànP) o Inat Khan (... – 1198) è stato un condottiero mongolo, Khan dei Naiman. Secondo lo storico sovietico Lev Gumilëv, il suo nome da cristiano sarebbe stato Giovanni.

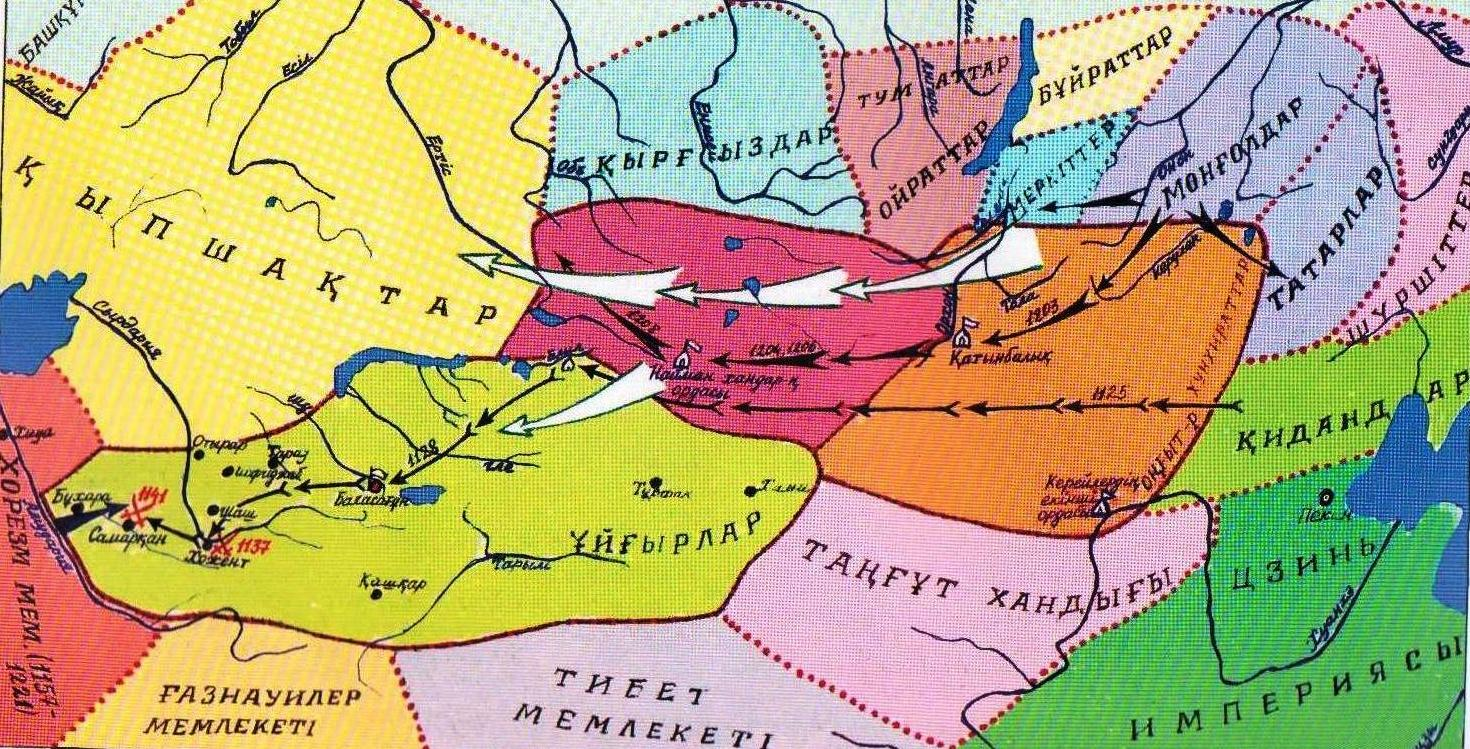
Naimani e popolazioni limitrofe durante il regno di Inanch Khan (al centro)

Secondo La storia segreta dei mongoli, la più antica opera letteraria in lingua mongola ad essere giunta fino ai giorni nostri, pare venisse annoverato come uomo d'onore fra i Naiman.

## Biografia
Inanch Khan proveniva dal clan Güčügüt dell'etnia Naiman, a sua volta appartenente al clan Betegin. Insieme al fratello maggiore Naershi Tayang (納兒黑失太陽S) sconfisse i Kirghizi Yenisei ed in seguito gli succedette. Nel 1143, dopo la morte di Yelü Dashi, ottenne l'indipendenza del clan. Nel 1174 sostenne il fratello del sovrano dei Kereiti Wang Khan, Erke Qara, in conflitto con quest'ultimo.
Con la sua morte, il Khanato Naiman venne scisso in due fazioni capeggiate dai suoi stessi figli.

## Famiglia
Inanch Khan ebbe in sposa Gürbesu (古兒別速S) e numerose altre consorti con le quali ebbe perlomeno due figli:
- Taibuqa, noto anche come Tayang Khan
- Buyruq Khan

Gürbesu successivamente sposò il figliastro Taibuqa attraverso il levirato.